# Дарво
Дарво (фр. Darvault) насеље је и општина у Француској у региону Париски регион, у департману Сена и Марна која припада префектури Фонтенбло.
По подацима из 2011. године у општини је живело 818 становника, а густина насељености је износила 99,4 становника/km². Општина се простире на површини од 7,83 km². Налази се на средњој надморској висини од 84 метара (максималној 125 m, а минималној 70 m).

## Демографија
| 1962. | 1968. | 1975. | 1982. | 1990. | 2011. |
| ----- | ----- | ----- | ----- | ----- | ----- |
| 306   | 437   | 613   | 652   | 742   | 818   |

График промене броја становника у току последњих година